# Cantó de Laval-Saint-Nicolas
El cantó de Laval-Saint-Nicolas és un cantó francès del departament del Mayenne, situat al districte de Laval. Té 1 municipis i el cap es Laval.

## Municipis
- Laval (part)

| Data d'elecció                           | Identitat             | Partit | Qualitat |
| ---------------------------------------- | --------------------- | ------ | -------- |
| 1982-1992                                | Georges Minzière      | PS     |          |
| 1992-1998                                | Jean-Michel Le Duigou | RPR    |          |
| 1998-2004                                | Georges Minzière      | PS     |          |
| 2004-                                    | Yan Kiessling         | PS     |          |
| les dades anteriors no són pas conegudes |                       |        |          |
|                                          |                       |        |          |